# Sievekingia
Sievekingia – rodzaj roślin z rodziny storczykowatych (Orchidaceae). Obejmuje 14 gatunków. Rośliny występują w Ameryce Środkowej i Ameryce Południowej w takich krajach jak: Boliwia, Kolumbia, Kostaryka, Ekwador, Gujana Francuska, Gujana, Nikaragua, Panama, Peru, Wenezuela.

## Systematyka
Rodzaj sklasyfikowany do podplemienia Stanhopeinae w plemieniu Cymbidieae, podrodzina epidendronowe (Epidendroideae), rodzina storczykowate (Orchidaceae), rząd szparagowce (Asparagales) w obrębie roślin jednoliściennych.
Wykaz gatunków
- Sievekingia butcheri Dressler
- Sievekingia colombiana Garay
- Sievekingia cristata Garay
- Sievekingia dunstervilleorum Foldats
- Sievekingia filifera Dressler
- Sievekingia fimbriata Rchb.f.
- Sievekingia herklotziana Jenny
- Sievekingia hirtzii Waldv.
- Sievekingia jenmanii Rchb.f.
- Sievekingia peruviana Rolfe ex C.Schweinf.
- Sievekingia reichenbachiana Rolfe
- Sievekingia rhonhofiae Mansf.
- Sievekingia suavis Rchb.f.
- Sievekingia trollii Mansf.